# Уле Гюнар Сулшер
Оле Гунар Солскяер  (на норвежки: Ole Gunnar Solskjær, [uːlə ɡʉnːɑr suːlʃæːr](произношение)), роден на 26 февруари 1973 г. в Кристиансун, Норвегия, наричан още „Златната резерва“, е норвежки футболен треньор, мениджър на Бешикташ, и бивш футболист, който е играл 11 години за английския Манчестър Юнайтед. Той е една от легендите на клуба. Вкарва гол на финала на КЕШ през 1999 г. в продължението на мача и така Манчестър печелят срещу Байерн Мюнхен и правят требъл като печелят Премиършип, ФА Къп и Шампионската лига. След края на мача произнася реч, в която благодари на тима, феновете и семейството си.
Солскяер е определян за въплъщението на борбения дух на Манчестър Юнайтед от официалния уебсайт на клуба.

## Кариера като футболист

### Молде
През 2005 г. Солскяер се присъединява към ФК Молде и вкарва 20 гола в 26 мача.

### Манчестър Юнайтед
Манчестър Юнайтед купува Солскяер за 2 млн. евро (1,5 млн. британски паунда ) през 1996 г. Дебютира на 25 август 1996 г. в мач срещу Блекбърн Роувърс, в който вкарва гол. Същият сезон става най-добрият голмайстор на Манчестър Юнайтед с 18 гола. Най-забележителните моменти в кариерата му са четирите гола, които вкарва в рамките на 12 минути на Нотингам Форест и победния гол във финала на Шампионската лига през 1999 г., който вкарва в продължението на редовното време. Изиграва общо 366 мача за Юнайтед във всички турнири и вкарва 126 гола.
Прекратява футболната си кариера на 28 август 2007 г. поради хронична контузия в коляното. С Манчестър Юнайтед Солскяер освен Шампионската лига печели и шест пъти Висшата лига на Англия и два пъти ФА Къп.

## Кариера като треньор

### Резервен отбор на Манчестър Юнайтед
Солскяер започва треньорската си кариера като треньор на резервния отбор на Манчестър Юнайтед, който тренира в продължение на две години и половина.

### Молде
През 2011 г. става треньор на ФК Молде и през същата година и следващата, 2012 г., печели титлата на норвежката висша лига – Типелиген. Това са първите две титли на отбора в сто-годишната му историята. Стилът на игра, който предпочита, е атакуващ, експресивен, бърз, с подавания по земя.

### Кардиф Сити
На 2 януари 2014 г. Солскяер е назначен за мениджър на уелския отбор Кардиф Сити, състезаващ се в Английската висша лига. По този начин става четвъртият норвежец, назначен за мениджър на английски отбор след Егил Олсен, Стале Солбакен и Хенинг Бери. Поема клуба когато е на 17-о място в класирането, на точка над зоната на изпадащите.

### Манчестър Юнайтед
На 19 декември 2018 г. Оле Гунар Солскяер е назначен за треньор на тима. Той подписва договор с незабавен ефект и ще остане на поста, докато ръководството намери постоянен нов мениджър. Той ще се присъедини към Майк Фелан като треньор на първия тим, който работи заедно с Майкъл Карик и Киърън Маккена.
В началото на 2019 г. Оле Гунар Солскяер е обявен за мениджър на месеца за месец януари от официалния сайт на Висшата лига.